# City of Hope
City of Hope (bra: Vida de Cidade; prt: Cidade da Esperança) é um filme estadunidense de 1991, do gênero drama policial, escrito e dirigido por John Sayles.

## Sinopse
Numa pequena cidade dos Estados Unidos, os problemas de corrupção e violência dominam o dia-a-dia da comunidade. Um empresário faz de tudo para viver fora do sistema enquanto que um jovem negro luta para ser aceito dentro do sistema.

## Elenco
- Vincent Spano.... Nick Rinaldi
- Stephen Mendillo.... Yoyo
- Chris Cooper.... Riggs
- Tony Lo Bianco.... Joe Rinaldi
- Joe Morton.... Wynn
- Charlie Yanko.... Stavros
- Jace Alexander.... Bobby
- Todd Graff.... Zip
- Scott Tiler.... Vinnie
- John Sayles.... Carl
- Frankie Faison.... Levonne
- Gloria Foster.... Jeanette
- Tom Wright.... Malik
- Angela Bassett.... Reesha
- David Strathairn.... Asteroid
- Edward J. Townsend J.R..... Tito